# Stadio Stanovi
Lo stadio Stanovi (Stadion Stanovi in croato) è un impianto sportivo della città croata di Zara. Ospita le partite interne dell'HNK Zadar ed ha una capienza di 3.858 spettatori.

## Storia
Lo stadio fu costruito in occasione dei giochi del Mediterraneo del 1979 che ebbero come sede principale Spalato.